# Condom
Condom je francouzská obec v departementu Gers v regionu Midi-Pyrénées. V roce 2010 zde žilo 7 012 obyvatel. Je centrem arrondissementu Condom.

## Vývoj počtu obyvatel
Počet obyvatel 